# Cool & Dre
Cool & Dre — дует хіп-хоп-продюсерів із Північного Маямі, штат Флорида до складу якого входять Марчелло «Cool» Антоніо Валенцано та Андре «Dre» Крістофер Ліон. Дует найбільш відомий своєю роботою із засновником Terror Squad Fat Joe, першою співпрацею над альбомами Jealous Ones Still Envy та Loyalty, Lil Wayne, і їх нещодавньою роботою з Jay-Z і Бейонсе над їх спільним альбомом Everything Is Love 2018 року.
Дует також багато працював з реперами The Game, Nas, Queen Latifah, Ja Rule, Rick Ross, Remy Ma, Кендрік Ламар та багатьма іншими. Серед їхніх хітів: хіт The Game та 50 Cent, номінований на «Греммі» 2005 року, «Hate It or Love It», «Rodeo» Juvenile, «New York» Ja Rule, хіт Fat Joe «All the Way Up», номінований на «Греммі» 2016 року, і «On Fire» Lil Wayne.
На сьогодні їх роботи продано понад 75 мільйонів записів по всьому світу.
Cool & Dre заснували свій лейбл Epidemic Records у 2004 році.